# George Parker (2e comte de Macclesfield)
Pour les articles homonymes, voir George Parker (homonymie).
George Parker, 2e comte de Macclesfield, PRS (c 1695 ou 1697 – 17 mars 1764) est un pair anglais et astronome.

## Biographie
Titré vicomte Parker de 1721 à 1732, il est député de Wallingford de 1722 à 1727, mais il s'intéresse peu à la politique. En 1722, il devient membre de la Royal Society et passe la plupart de son temps à faire des observations astronomiques à son siège dans l'Oxfordshire, Shirburn Castle, acheté par son père en 1716. Il y construit un observatoire et un laboratoire de chimie.
Il joue un rôle très important dans le passage au calendrier grégorien, qui est entré en vigueur en 1752. Toutefois, son action dans cette affaire est quelque peu impopulaire, car la population estime qu'on lui avait volé onze jours. Lorsque son fils se porte candidat au Parlement en tant que whig en 1754, le ressentiment suscité par son rôle dans la réforme du calendrier est l'une des nombreuses questions soulevées par les opposants conservateurs du fils; une célèbre peinture de William Hogarth de 1755 et influencée par les événements de ces élections est la principale source historique du slogan "Donne-nous nos onze jours".
De 1752 à sa mort, il est président de la Royal Society et fait quelques observations sur le grand tremblement de terre de 1755 à Lisbonne.
En 1750, il se voit offrir le poste honorifique de vice-président du Foundling Hospital, qu’il accepte et conserve jusqu’à sa mort en 1764. L’hôpital Foundling est une institution de bienfaisance créée dix ans plus tôt dans le but de sauver les enfants abandonnés de Londres. Le comte semble avoir pris sa position au sérieux, lorsqu'il charge l'artiste Benjamin Wilson de réaliser un portrait en taille réelle, qu'il a ensuite fait don à l'hôpital. Le portrait est toujours dans la collection Foundling Hospital et peut être vu au musée Foundling.
En 1755, il est élu membre étranger de l'Académie royale des sciences de Suède. Il est également membre correspondant de l'Académie des sciences.

## Famille
George Parker est né en 1695 environ de Thomas Parker (1er comte de Macclesfield) et de son épouse Janet Carrier. George Parker s'est marié deux fois. En premières noces, le 18 septembre 1722 à Mary Lane, fille de Ralph Lane, marchand de dindes de Woodbury; avec descendance:
- Thomas Parker (3e comte de Macclesfield)
- L'hon. George Lane Parker

En deuxième noces, le 20 décembre 1757, à St James Westminster, à Dorothy Nesbitt, sans descendance.